# (8705) 1994 AL3
1994 أي أل 3 (ويعرف أيضًا باسم (8705) 1994 أي أل 3 وفق تسمية الكوكب الصغير) (بالإنجليزية: 1994 AL3)‏ هو كويكب ضمن حزام الكويكبات؛ وترتيبه 8705 من حيث الاكتشاف.
اكتُشف هذا الجُرم الفلكي بواسطة تاكيشي أوراتا ‏ في 8 يناير 1994.

## وصلات خارجية
- (8705) 1994 AL3 في قاعدة بيانات مختبر الدفع النفاث لأجرام النظام الشمسي الصغيرة

- الاكتشاف · مخطط المدار ·  العناصر المدارية · المعلمات المادية

- (8705) 1994 AL3 على موقع ويكي سكاي: DSS2, SDSS, GALEX, IRAS, Hydrogen α, X-Ray, Astrophoto, Sky Map, Articles and images